# The National Black Theatre of Sweden
The National Black Theatre of Sweden (NBTS) är en svensk teaterverksamhet som bildades 2018 av regissören Josette Bushell-Mingo och vars syfte är att presentera scenkonst från Afrika och den afrikanska diasporan. Bland större uppsättningar kan nämnas den sydafrikanska pjäsen Woza Albert!(en) på Kulturhuset Stadsteaterns scen i Vällingby (2019) och Ben Okris Den omättliga vägen, på Dramatens stora scen (2022).